# Test b Tukeya
Test b Tukeya, test WSD b Tukeya (ang. Tukey-b WSD test) – wykorzystywany w statystyce test post hoc. Został on opracowany przez Johna Tukeya. Test ten jest uważany za mniej konserwatywny od testu HSD Tukeya, ale jest on bardziej konserwatywny od testu Newmana-Keulsa.